# Officiële feestdagen in Macau
Er bestaan twintig officiële feestdagen in Macau. Deze zijn in 2000 door de Ordem Executiva vastgesteld in de wet van de Speciale Bestuurlijke Regio Macau. In tegenstelling tot de officiële feestdagen in Hongkong, heeft Macau meer katholieke feestdagen. Dit komt vooral doordat Macau vroeger een kolonie van het katholieke Portugal was. De katholieken, die 7% van de bevolking vormen, behielden hun belangrijkste feestdagen als officiële vakantiedagen ook na de machtsovergave van Portugal aan de Volksrepubliek China.
| Datum                                      | Feestdagen in het Nederlands                              | Feestdagen in het Portugees                                                    | Feestdagen in het Traditioneel Chinees | Feestdagen in het Jyutping                                     |
| ------------------------------------------ | --------------------------------------------------------- | ------------------------------------------------------------------------------ | -------------------------------------- | -------------------------------------------------------------- |
| 1 januari                                  | Nieuwjaarsdag                                             | Fraternidade Universal                                                         | 元旦                                   | jyun4 daan3                                                    |
| 1e dag van de 1e maand (Chinese kalender)  | 1e dag van het Chinese nieuwjaar                          | 1.º dia do 1.º mês do Novo Ano Lunar                                           | 農曆正月初一                           | nung4 lik6 zing1 jyut6 co1 jat1                                |
| 2e dag van de 1e maand (Chinese kalender)  | 2e dag van het Chinese nieuwjaar                          | 2.º dia do 1.º mês do Novo Ano Lunar                                           | 農曆正月初二                           | nung4 lik6 zing1 jyut6 co1 ji6                                 |
| 3e dag van de 1e maand (Chinese kalender)  | 3e dag van het Chinese nieuwjaar                          | 3.º dia do 1.º mês do Novo Ano Lunar                                           | 農曆正月初三                           | nung4 lik6 zing1 jyut6 co1 saam1                               |
| 5 april of 4 april                         | Qingmingfestival                                          | Cheng Ming (Dia de Finados)                                                    | 清明節                                 | cing1 ming4 zit3                                               |
| 2 dagen voor pasen                         | Goede Vrijdag                                             | Morte de Cristo                                                                | 耶穌受難日                             | je4 sou1 sau6 naan4 jat6                                       |
| een dag voor pasen                         | Paaszaterdag                                              | Véspera da Ressurreição de Cristo                                              | 復活節前日                             | fuk6 wut6 zit3 cin4 jat6                                       |
| 1 mei                                      | Dag van de Arbeid                                         | Dia do Trabalhador                                                             | 勞動節                                 | lou4 dung6 zit3                                                |
| 8e dag van de 4e maand (Chinese kalender)  | Vesak                                                     | Dia do Buda                                                                    | 佛誕節                                 | fat6 daan3 zit3                                                |
| 5e dag van de 5e maand (Chinese kalender)  | Drakenbootfeest/Duanwufestival                            | Tung Ng (Barco Dragão)                                                         | 端午節                                 | dyun1 ng5 zit3                                                 |
| 16e dag van de 8e maand (Chinese kalender) | Een dag na het midherfstfestival                          | Dia seguinte ao Chong Chao (Bolo Lunar)                                        | 中秋節翌日                             | zung1 cau1 zit3 jik6 jat6                                      |
| 1 oktober                                  | Nationale dag van de Volksrepubliek China                 | Implantação da República Popular da China                                      | 中華人民共和國國慶                     | zung1 waa4 jan4 man4 gung1/6 wo4/6 gwok3 gwok3 hing3           |
| 2 oktober                                  | Een dag na de nationale feestdag van Volksrepubliek China | Dia seguinte à Implantação da República Popular da China                       | 中華人民共和國國慶翌日                 | zung1/3 waa4 jan4 man4 gung6 wo6 gwok3 gwok3 hing3 jik6 jat6   |
| 9e dag van de 9e maand (Chinese kalender)  | Chongyangfestival                                         | Chong Yeong (Culto dos Antepassados)                                           | 重陽節                                 | cung4 joeng4 zit3                                              |
| 2 november                                 | Allerzielen                                               | Dia de Finados                                                                 | 追思節                                 | zeoi1 si1 zit3                                                 |
| 8 december                                 | Onbevlekte Ontvangenis van Maria                          | Imaculada Conceição                                                            | 聖母無原罪瞻禮                         | sing3 mou5 mou4 jyun4 zeoi6 zim1 lai5                          |
| 20 december                                | Onafhankelijkheidsdag van Macau                           | Dia Comemorativo do Estabelecimento da Região Administrativa Especial de Macau | 澳門特別行政區成立紀念日               | ou3 mun4 dak6 bit6 hang6 zing3 keoi1 sing4 lap6 gei3 nim6 jat6 |
| 21 december of 22 december                 | Winterfeest                                               | Solstício de Inverno                                                           | 冬至                                   | dung1 zi3                                                      |
| 24 december                                | Kerstavond                                                | Véspera de Natal                                                               | 聖誕節前日                             | sing3 daan3 zit3 cin4 jat6                                     |
| 25 december                                | Kerstmis                                                  | Natal                                                                          | 聖誕節                                 | sing3 daan3 zit3                                               |